# Томизус наполненный
Томизус наполненный (Thomisus onustus) — паук-краб, принадлежащий роду Thomisus. Встречается в Европе, Северной Африке, а также в некоторых частях Ближнего Востока и Азии. T. onustus обитает в цветках низинной растительности. Самки отличаются более крупными размерами и способны варьировать окрас выбирая из белого, желтого и розового, наиболее подходящий пигменту цветка. Подобная мимикрия цвета позволяет им прятаться от хищников и увеличивает их шансы для добычи насекомых. Самцы мельче самок и имеют тусклую окраску, обычно зелёную или коричневую.
T. onustus отличается от других родственных видов особым жизненным циклом: паучата вылупляются либо в конце лета, либо в начале весны.
Кроме того, томизус наполненный развил мутуалистические отношения с растениями-хозяевами: пауки питаются вредными цветоядными паразитами и/или отпугивают их, получая взамен пыльцу и нектар, которые могут использовать в качестве пищи, в частности в периоды низкой численности кормовых насекомых.

## Описание

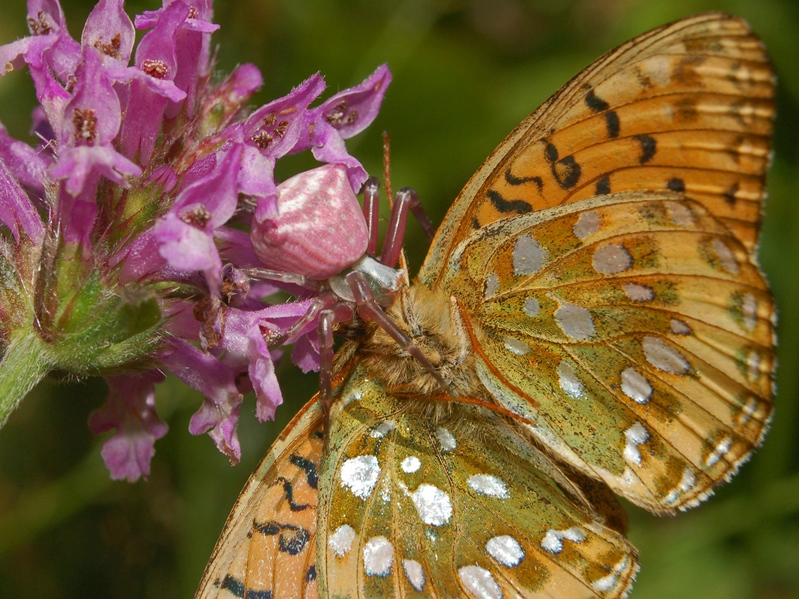
Фиолетовый камуфляж

Томизус наполненный — паук среднего размера. Демонстрирует яркий половой диморфизм, как по размеру, так и по окраске. Длина самок составляет 7—11 мм. Более мелкие самцы вырастают от 2 до 4 мм. Самцы стройные и подвижные, а самки массивные и в основном неподвижные. Головогрудь самок окрашена в розовый, жёлтый или белый цвет. Окрас самцов варьирует от коричневого до зелёно-жёлтого. Как самцы, так и самки имеют треугольное брюшко.

## Размножение и жизненный цикл
Летом второго года жизни, к концу своего жизненного цикла, самки пауков плетут от двух до четырёх коконов для откладывания яиц. Паучки из первого яйцевого мешка появляются в конце лета. Это даёт им доступ к более обильным ресурсам добычи, что позволяет накопить достаточно энергии для последующей зимовки в растительности за пределами кокона. Пауки из более поздних яйцевых мешков остаются в коконах всю зиму и выходят ранней весной следующего года, когда добычи гораздо меньше, и питаются в большей мере пыльцой для восполнения энергетических потребностей.
С двумя поколениями в год и весенним поколением, большим, чем летнее, самки Томизуса наполненного обоих поколений обычно развиваются в течение года, тогда как самцы весеннего поколения растут быстрее, достигая зрелости вместе с самками второго поколения предыдущего года. В то время как летние самцы развиваются дольше, линяя несколько раз, и достигают зрелости следующим летом вместе с самками первого поколения того же года. Скорость развития у обоих полов сильно варьируется, и пауки на разных стадиях развития встречаются в течение всего года. В целом, скорость развития, продолжительность стадий, количество линек и время линьки сильно варьируются в пределах вида.
Самка Томизуса наполненный обычно прикрепляют яйцевые мешки к листьям. В отличие от некоторых других подвижных видов, самки не закрываются в мешке, а продолжают ловить добычу во время охраны яиц.

### Продолжительность жизни
Самцы живут меньше (несколько недель), чем самки (несколько месяцев, иногда до 600 дней).

## Естественные враги
В природе естественными врагами томизуса наполненного являются, в первую очередь, насекомоядные птицы. При этом, несмотря на то, что защитный окрас этих пауков не идеально соответствуют цветку, делая их слегка заметными, они обычно мало страдают от птиц. Это связано с тем, что птицам невыгодно специализироваться на пауках-бокоходах из-за их неравномерного распространения и непостоянного окраса. Чтобы избежать поедания птицами, T. onustus, как правило, предпочитают цветы подходящего цвета (обычно белые или желтые), даже если бы охота была успешней на других цветах.
Несмотря на достаточно небольшое количество наблюдений за конкретными видами хищников томизуса наполненного, было замечено, что грязевые осы[уточнить] и дорожные осы также охотятся на этот вид пауков.